# 蘭中都市間鉄道
蘭中都市間鉄道（らんちゅうとしかんてつどう、中文表記: 兰中城际铁路、英文表記: Lanzhou–Zhongchuan Airport Intercity Railway）は、中華人民共和国甘粛省蘭州市七里河区の蘭州西駅と同永登県の中川機場駅を結ぶ高速鉄道である。

## 概要
蘭張都市間鉄道の先行区間として開業した路線であり、全長は61kmである。蘭州西駅 - 福利区駅間では蘭新線の線路を共用している。福利区駅 - 中川機場駅間は新線であり、全長は48.2km、建設費用は91億元であった。全線で6駅が設置され、蘭州西駅と陳官営駅で蘭州軌道交通1号線、1号線に乗り換えが可能である。

## 沿革
- 2015年9月15日：試運転が開始される[1]。
- 2015年9月30日：正式開業[2]。

## 駅一覧
| 駅名       | 駅名         | 駅名               | 駅間 キロ | 累計 キロ | 接続路線・備考                            | 所在地       | 所在地   |
| 日本語     | 簡体字中国語 | 英語               | 駅間 キロ | 累計 キロ | 接続路線・備考                            | 所在地       | 所在地   |
| ---------- | ------------ | ------------------ | --------- | --------- | ----------------------------------------- | ------------ | -------- |
| 蘭州西駅   | 兰州西站     | Lanzhou West       | -         | 0.0       | ■宝蘭旅客専用線 ■蘭新線第二複線 ■蘭新線   | 甘粛省蘭州市 | 七里河区 |
| 陳官営駅   | 陈官营站     | Chenguanying       |           |           | ■蘭新線                                   | 甘粛省蘭州市 | 西固区   |
| 福利区駅   | 福利区站     | Fuliqu             |           |           |                                           | 甘粛省蘭州市 | 西固区   |
| 西固駅     | 西固站       | Xigu               |           |           |                                           | 甘粛省蘭州市 | 西固区   |
| 蘭州新区駅 | 兰州新区站   | Lanzhouxinqu       |           |           | ■蘭張高速鉄道支線 (中川機場東駅方面)      | 甘粛省蘭州市 | 永登県   |
| 中川機場駅 | 中川机场站   | Zhongchuan Airport |           |           | (✈蘭州中川空港最寄り駅) ■蘭張高速鉄道本線 | 甘粛省蘭州市 | 永登県   |